# 康尼島-斯提威爾大道車站
康尼島-斯提威爾大道車站（英語：Coney Island–Stillwell Avenue station），又稱「康尼島總站」（Coney Island Terminal），部分列車以「康尼島」或「斯提威爾大道」顯示站名，是位於美國紐約市布魯克林康尼島的紐約地鐵總站，同時是D線、F線、N線及Q線列車的總站。車站的大型設施在1919年興建，當時以康尼島作為紐約都會區的夏季渡假區設計，所有布魯克林南面的鐵路都漏斗型方式前往此地區。此站是世界上最大的高架交通總站之一。
康尼島-斯提威爾大道車站設有四個島式月台和四條軌道，列車分別從南北兩面進站。此站位於康尼島斯提威爾大道和衝浪大道交界，也是舊西城總站所在地。地理上也是紐約地鐵最南端的總站。

## 歷史

### 起源
康尼島的鐵路交通自1864年開始營運，布魯克林、巴斯及康尼島鐵路是第一條前往康尼島蒸汽鐵路。該線由現時是日落公園的第五大道及36街開始運行到西城總站，現時康尼島總站的位置，沿現時西城線路線行走。鄰近的卡爾弗車廠，沿大西洋海岸近現時西八街車站，服務布魯克林、夫拉特布殊及康尼島鐵路（現時布萊頓線）及展望公園及康尼島鐵路（現時卡爾弗線）。其他鐵路交通包括曼哈頓海灘鐵路、海灘鐵路、康尼島及布魯克林鐵路及經長島鐵路前往長島市。
這些鐵路並不互相連接，導致島內有許多支線出現。然而，布萊頓、卡爾弗、海灘及西城鐵路在1890年代末由布魯克林捷運公司收購，而1913年簽署的雙重合約容許在紐約市內興建更多地鐵路線。布魯克林在15年之前併入紐約市一部分。

### 新西城總站
1910年代末重新在高架結構上興建了「新西城總站」（逐步成為「康尼島總站」）。新總站統一了多數舊蒸汽鐵路線在康尼島的總站，只有長島鐵路控制的紐約及曼哈頓海灘鐵路例外。這個新總站每日可處理數十萬人流。這個計劃還將布萊頓線和卡爾弗線由地面配置移到高架結構上，設有四個月台和八條軌道。
BRT營運的海灘線，在1917年9月5日作為總站開放，而BRT西城線同樣在1918年12月23日通車。總站在1919年5月29日新的布萊頓線開放時正式開放。卡爾弗線1920年5月1日啟用後，總站終於全部完工 。
作為卡爾弗線延伸線的結果，BRT的車費由10美仙減至5美仙，而康尼島成為更能負擔的渡假地區。1923年，這些路線轉交BRT的繼承公司布魯克林-曼哈頓運輸股份有限公司（BMT）。新車站的乘客一度獲得官方保證尖峰時間每三分鐘開行一班列車，但很快就證實無法實行。1923年，一名《布魯克林標準聯合報》記者觀察到尖峰時段列車在海灘線班次是8分鐘，而西城線則是15分鐘，而尖峰時段沒有任何直接前往曼哈頓的列車，無論是布萊頓線或卡爾弗線。
1929年，BMT宣佈為車站增加一個新入口。新入口將設有零售區，並會「定期檢查」。1933年6月宣佈了新的布萊頓－富蘭克林平日列車服務。這列車將以快速的方式提供由富蘭克林大道前往康尼島的直接列車服務。卡爾弗高架鐵路列車將途經桑斯街或公園臺，視乎當日時間。
康尼島總站設有轉乘諾頓點街車前往海門，途經高架天橋橫跨斯提威爾大道前往高架街車車站。1948年街車服務終止，因為其餘另一條街車路線大致重疊（名為麥當勞大道線）。通過斯提威爾大道及西15街的街車坡度也在這個時候拆除。
1954年出現了一些問題。獨立地鐵系統（IND）開始在卡爾弗線營運D線列車。當時軌道以字母命名（即東至西依次為A軌道、B軌道直至H軌道）。然而，IND同時以字母作為路線編號（即A線、B線直至H線）。BMT使用數字編號路線，因此問題不大。然而D線行走卡爾弗線，自E和F軌道開出。為免混淆，軌道改為數字編號，直至現在。
1956年，康尼島居民抗議在人魚大道轉乘巴士（現時B74線巴士往海門）需要收費，有指15美仙的轉乘費應該廢除，理由時巴士基本上就是車站的附屬。1979年，城市規劃委員會提出了類似建議，康尼島居民將可免費轉乘地鐵和B36/B74線巴士。值得注意的是，此站是唯一沒有在對應的地鐵轉乘終止後得到免費巴士轉乘的車站（與BMT卡爾弗線、BMT默特爾大道線和IRT第三大道線形成強烈對比。這些路線停駛後都有巴士轉乘取代）免費轉乘將容許鄰近的2億美元公寓複合有更多人居住，並有政府資助。同時將馬克·吐溫初級中學多樣化並吸引穩定的中產階層。
1965年康尼島總站安裝了列車離站時間的編配的顯示牌。

### 車站翻新

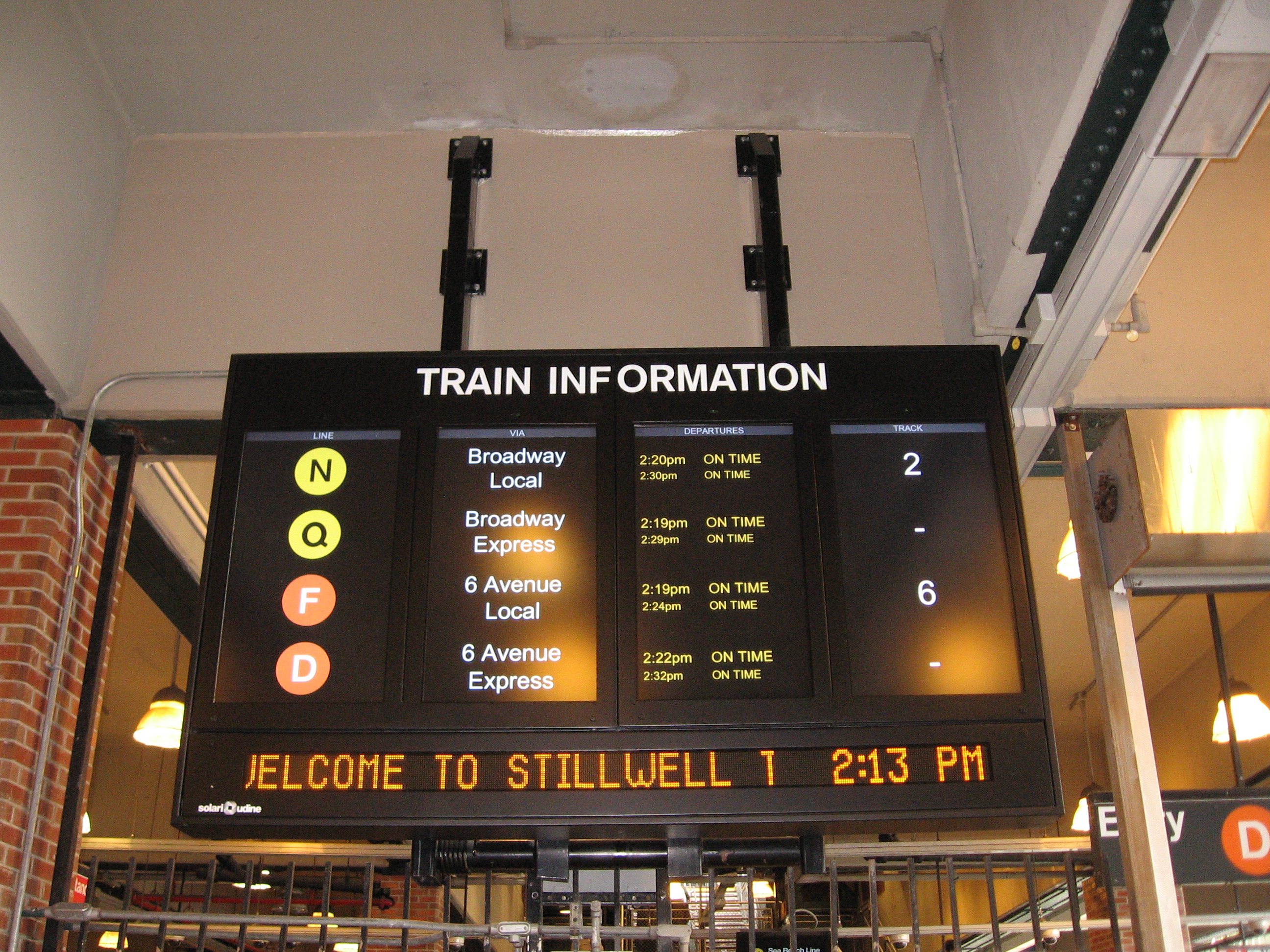
主要開出面板，N線在曼哈頓以慢車行走

車站曾經是一個大樞紐，但康尼島總站自1960年代起每況愈下。到了1980年，整個系統都進入了無維護狀態，總站也不例外。原初預定當年重建。根據《紐約每日新聞》，翻新的車站將會有「一個亮麗、新輕快的外觀」，同時也是系統內首次安裝連續焊接軌道。車站的鋼和混凝土受鹽水和維護不當影響嚴重腐蝕。
1990年代，大都會運輸署（MTA）敲定車站徹底翻新的計劃。1999年，MTA要求聯邦資助1.25億美元進行翻新。作為翻新的一部分，車站還計劃了一組衛星碟。至此，紐約市交通警察在車站鄰近營運一座帳幕，是車站內旋轉木馬的遺蹟。
翻新工程在2001年11月展開。此段期間，康尼島總站進行了耗資3.1億美元的全面重建，興建期間西城W線列車依次維持一個月台開放。作為翻新工程的一部分，原初的BMT車站大樓正面進行重設，新屋頂安裝了太陽能板。新總站在2004年5月23日開放，F線和Q線列車服務恢復，W線列車服務移到1號和2號軌道。整個計劃在2005年5月29日完成，N線全面恢復服務，而行走西城線的W線由D線取代，全部八條軌道都開始營運。工期加速至42個月，同時西城線在興建期間維持有限度服務，以儘量減少鄰近社區的影響。
2010年5月，車站每個月台均設有四部新的電子32英吋列車出發顯示屏。這些顯示屏由調度員根據地鐵時間表的出發時間控制。
2012年颶風桑迪吹襲後，站房嚴重水浸，部分電子儀器受破壞。

## 車站結構
| 3F        | -                     | 月台間跨線橋                                                                               |
| 2F 月台層 | 1號軌道               | 經海灘往阿斯托利亞-迪特馬斯林蔭路（86街）                                                  |
| 2F 月台層 | 島式月台，左/右側開門 |                                                                                            |
| 2F 月台層 | 2號軌道               | 經海灘往阿斯托利亞-迪特馬斯林蔭路（86街）                                                  |
| 2F 月台層 | 3號軌道               | 經布萊頓往96街（西八街-紐約水族館）                                                        |
| 2F 月台層 | 島式月台，左/右側開門 |                                                                                            |
| 2F 月台層 | 4號軌道               | 經布萊頓往96街（西八街-紐約水族館）                                                        |
| 2F 月台層 | 5號軌道               | 往牙買加-179街（西八街-紐約水族館）                                                        |
| 2F 月台層 | 島式月台，左/右側開門 |                                                                                            |
| 2F 月台層 | 6號軌道               | 往牙買加-179街（西八街-紐約水族館）                                                        |
| 2F 月台層 | 7號軌道               | 往諾伍德-205街（海灣50街）                                                                 |
| 2F 月台層 | 島式月台，左/右側開門 |                                                                                            |
| 2F 月台層 | 8號軌道               | 往諾伍德-205街（海灣50街）                                                                 |
| 1F        | 夾層                  | 往出入口、車站詢問處、MetroCard自動售票機 升降機位於蘇爾夫大道及斯提威爾大道東北角的車站屋 |
| G         | 街道層                | 出入口、車站詢問處                                                                         |

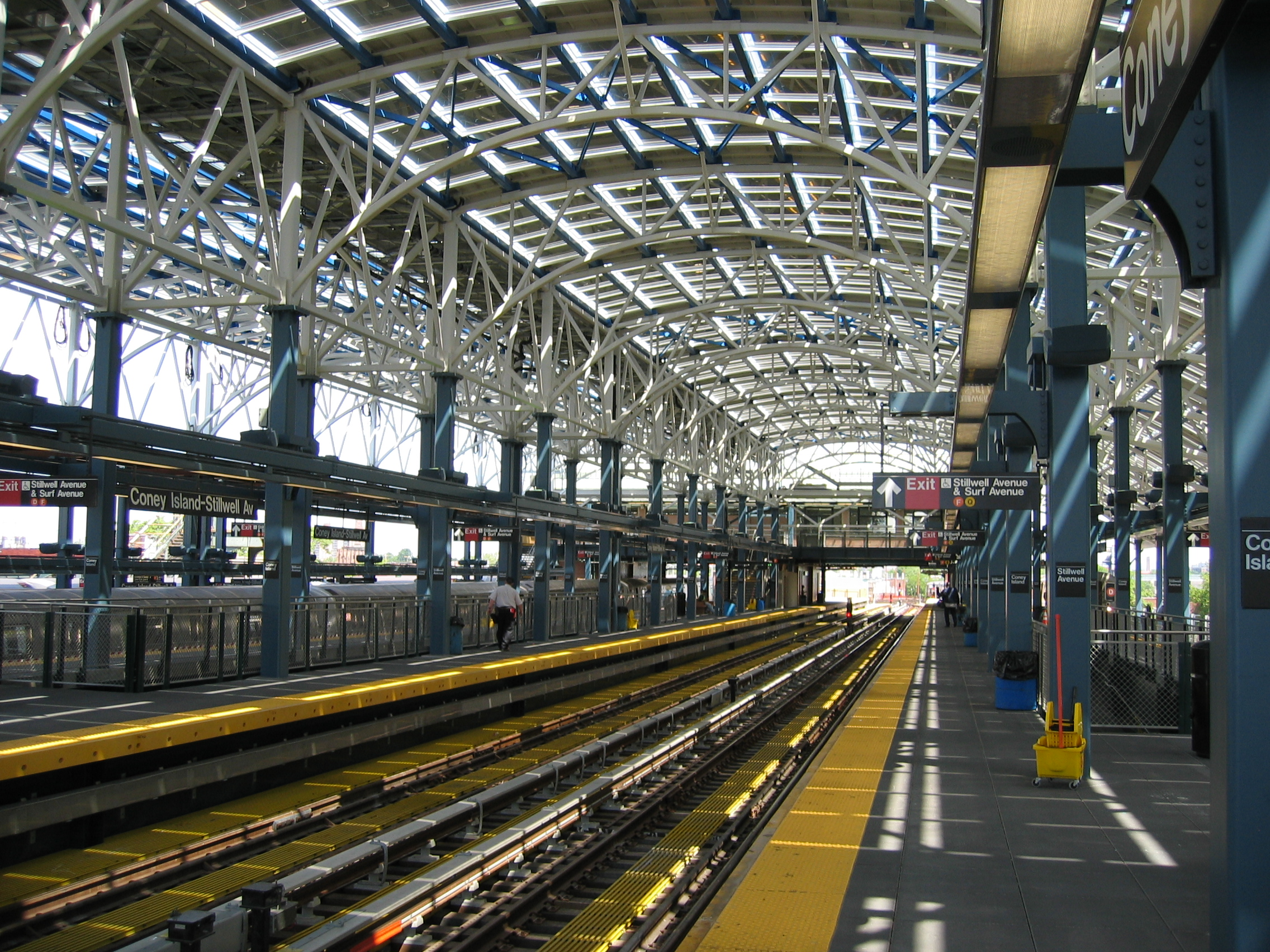
東側1至4號軌道的月台景觀

此站設有四個島式月台和八條軌道。根據紐約市公共運輸局，此站是世界上最大的高架交通總站，同時也是北美洲最大的。最西端軌道5至8號軌道漸漸下降，因此1至4號軌道在車站南端比5至8號軌道稍高。此站三個東面的月台設有無障礙通行斜坡（卡爾弗、布萊頓和海灘線月台）連接主車站大樓，而西城線則設有不符合美國殘疾人法案標準的斜坡，但該月台北端設有符合標準的升降機連接跨線橋，再連接另一部位於海灘線月台北端、符合標準的升降機。此站還設有樓梯下降至車站大樓。車站南面三分之二有太陽能板覆蓋的屋頂，而北面餘下的部分是開放式的，沒有任何遮掩。整個框架在晚間利用月台泛光燈照明。
太陽能板屋頂由Kiss and Cathcart建築設計，而新車站的結構工程則由Jacobs工程集團設計。屋頂和車站本身都是由Granite Halmar建築和Schiavone建築合資公司興建。新車站回收了舊車站85%的物料，而舊車站有200萬磅鋼材打撈後用於新總站。然而整個車站幾乎是完全重建，舊車站的遺留就只有一座磚製信號塔。車站在北端設有列車職員設施。
此站的2004年藝術品稱為《My Coney Island Baby》，由羅伯特·威爾遜製作。該藝術是沿370英呎長的車站玻璃磚進行絲網印刷，內容主要是與海灘有關的場景，尤其是與康尼島歷史有關的場景。

### 站房

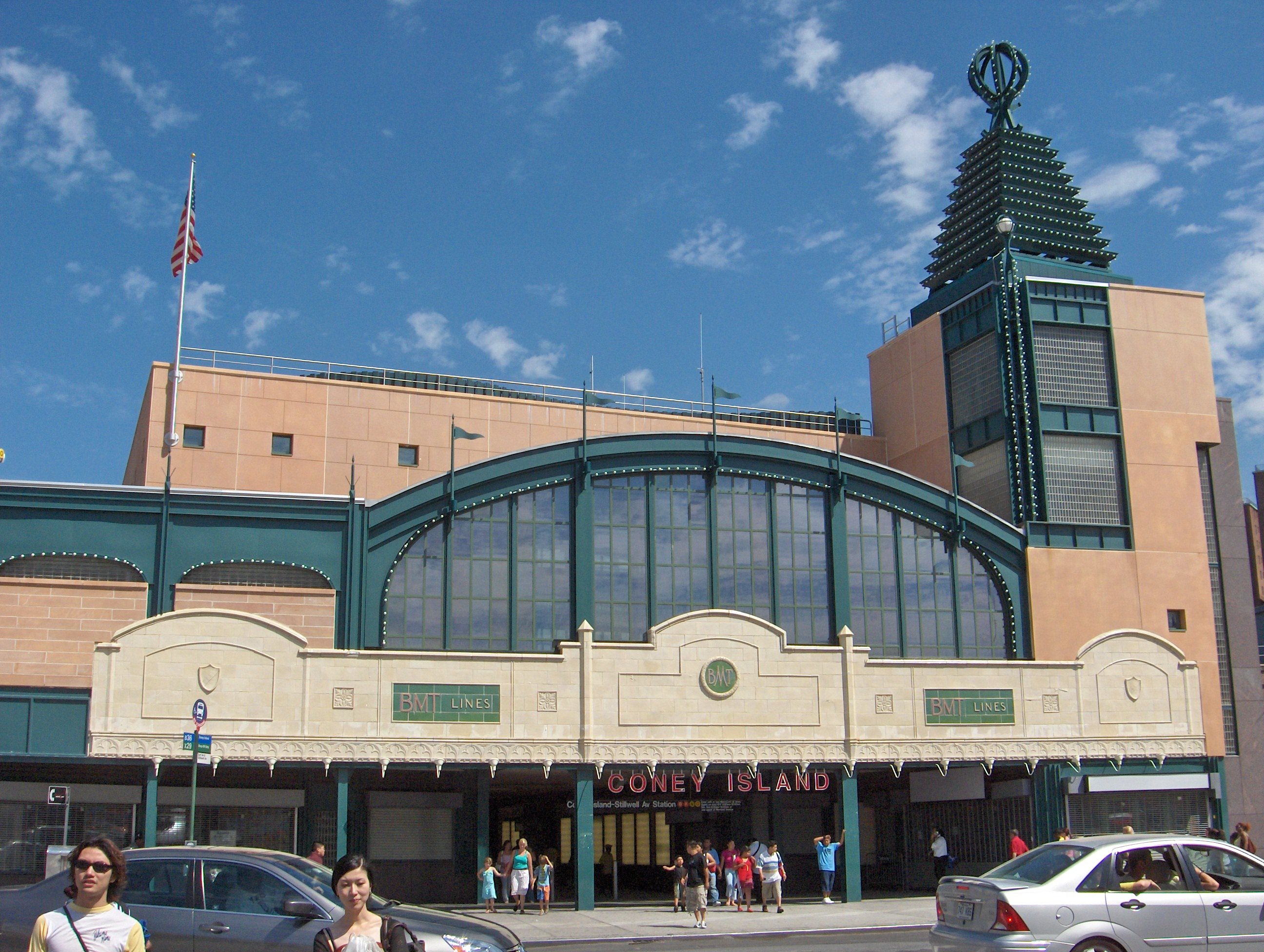
通過站房的主入口

車站大樓又稱「Portal Building」，由di Domenico + Partners負責設計，並由Vertex工程服務進行興建。3層、34,000平方英呎的大廈位於衝浪大道1243號，有陶瓦正面模仿舊總站，包括重置了的BMT指示、標誌和舊站房打撈的女兒牆。大廈的設計希望喚起該區基於主題公園的歷史，車站入口旁狹窄的鉸接塔還懸掛小型燈光。車站入口上方的拱門還有裝飾風藝術的燈光和半圓形窗戶。
大樓的主入口位於車站南端外衝浪大道上。這個入口設有警崗（紐約市警察局交通34區）、零售空間以及車站的付費區。人魚大道的巴士站也設有另一個出入口。新車站入口和零售的空間則是在2001至2005年翻新期間興建。斯提威爾大道還有一個側入口。
此站還設有全高式閘門，深夜期間車站詢問處關閉時可以進入車站。

### 太陽能板

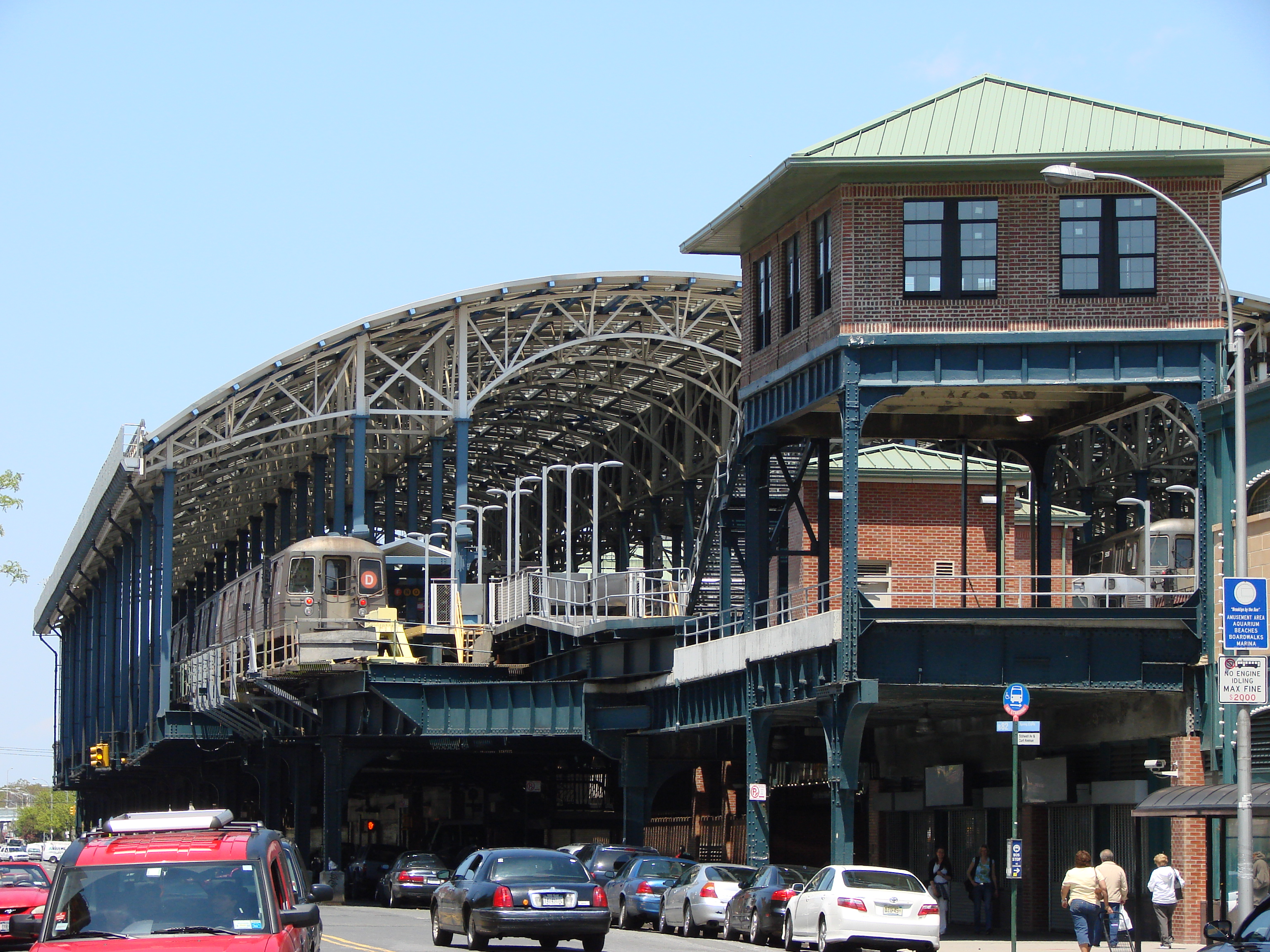
一列D線列車以康尼島-斯提威爾大道車站為總站

新車站的基礎設施包括挑高的屋頂，帶有讓人聯想起大型歐洲火車站如聖拉扎爾車站或帕丁頓車站的拱門。屋頂鍍有一層光伏太陽能板，包括2,730件肖特集團的薄膜組件，覆蓋76000平方英呎。太陽能板系統名義上產出約210 kWp，每年出產250,000 kWh，足以滿足車站本身的需求。然而太陽能板只提供車站電力的約15%。
因應車站鄰近海濱，車站屋頂的太陽能板必須符合防風標準，因此車站的太陽能板都需要在賓夕法尼亞州約克的實驗室進行嚴謹測試。此站也是紐約地鐵第一個太陽能發電的地鐵站。太陽能板壽命估計長35年，其下方設有步道方便更換或維修任何太陽能板。太陽能板還額外發出低電壓電流，以驅趕麻雀。
太陽能板安裝時聯合愛迪生並沒有設計將太陽能系統產電送回電網。因此陽光普照的日子所產生的電力多數都浪費掉了。

### 服務及軌道
| 海灣50街車站 (BMT西城線)                                                                                | 海灣50街車站 (BMT西城線)                                                                                | 86街車站 (BMT海灘線)                                       | 86街車站 (BMT海灘線)                                       |
| --- | --- | ---------------------------------------------------------- | ---------------------------------------------------------- |
| | |                                                            |                                                            |
| 車站以北                                                                                                | |                                                            |                                                            |
| BMT西城線 普通： D （任何時候停站） 快速：沒有定期的服務                                                | BMT西城線 普通： D （任何時候停站） 快速：沒有定期的服務                                                | BMT海灘線 普通： N （任何時候停站） 快速：沒有定期的服務   | BMT海灘線 普通： N （任何時候停站） 快速：沒有定期的服務   |
| | |                                                            |                                                            |
| 車站內                                                                                                  | |                                                            |                                                            |
| 7號和8號軌道 D （任何時候停站）                                                                         | 5號和6號軌道 F （任何時候停站） <F> （two rush hour trains, peak direction）                            | 3號和4號軌道 Q （任何時候停站）                            | 1號和2號軌道 N （任何時候停站）                            |
| | |                                                            |                                                            |
| 車站以東                                                                                                | |                                                            |                                                            |
| 下層 | 下層 | 上層                                                       | 上層                                                       |
| IND卡爾弗線 普通： F （任何時候停站） <F> （two rush hour trains, peak direction） 快速：沒有定期的服務 | IND卡爾弗線 普通： F （任何時候停站） <F> （two rush hour trains, peak direction） 快速：沒有定期的服務 | BMT布萊頓線 普通： Q （任何時候停站） 快速：沒有定期的服務 | BMT布萊頓線 普通： Q （任何時候停站） 快速：沒有定期的服務 |
| | |                                                            |                                                            |
| 西八街-紐約水族館車站                                                                                   | |                                                            |                                                            |

軌道配置基本上是每條路線都有自己的軌道，以及這些軌道之間的橫渡線，而每條服務路線都有自己的島式月台。正常營運下沒有任何服務路線需要跨到其他軌道服務。軌道從東至西順序排列，N線列車停靠1和2號軌道；Q線列車停靠3和4號軌道；F線列車停靠5和6號軌道；D線列車停靠7和8號軌道。
雖然以貫通式車站設計，但服務路線甚少橫穿車站。1至6號軌道可提供貫通式列車服務，而7和8號軌道則在止衝擋結束。車站以北1至3號軌道併成兩條軌道、4至7號軌道供成一條軌道，而8號軌道維持獨立，通過一系列轉轍器後跨過康尼島溪。而車站南面1至4號軌道併成兩條軌道。除了改道以外，只有兩條服務路線曾經橫穿車站。這些路線如下：
- 7（英语：BMT 7）布萊頓-富蘭克林服務路線，途經BMT富蘭克林大道線及BMT布萊頓線，通過斯提威爾大道前往曼哈頓（1924至1952年夏季週日）[49][50]
- NX（英语：NX (New York City Subway service)）海灘「超快速」服務路線（1967至1968年繁忙時段）[51][52]

車站以北，7號和6號軌道併成一條（同時有一個轉轍器由7號轉向8號軌道），5號軌道兩度併入別的軌道，而1和8號軌道獨立運行，因此當BMT西城線和BMT海灘線橫過康尼島溪時，軌道成為四線。結構橫過溪流前，全部四條軌道在西城線和海灘線分岔前都有互相連接的轉轍器。這些軌道的路線繼續前往康尼島車廠。車站以南，4、5和6號軌道與其他軌道獨立（5和6號軌道之間有一對轉轍器），而1、2和3號軌道併成一條，與4號軌道設有剪式橫渡線。3號和4號軌道（布萊頓線軌道）在此處位於5號和6號軌道（卡爾弗線軌道）上方。

## 巴士總站

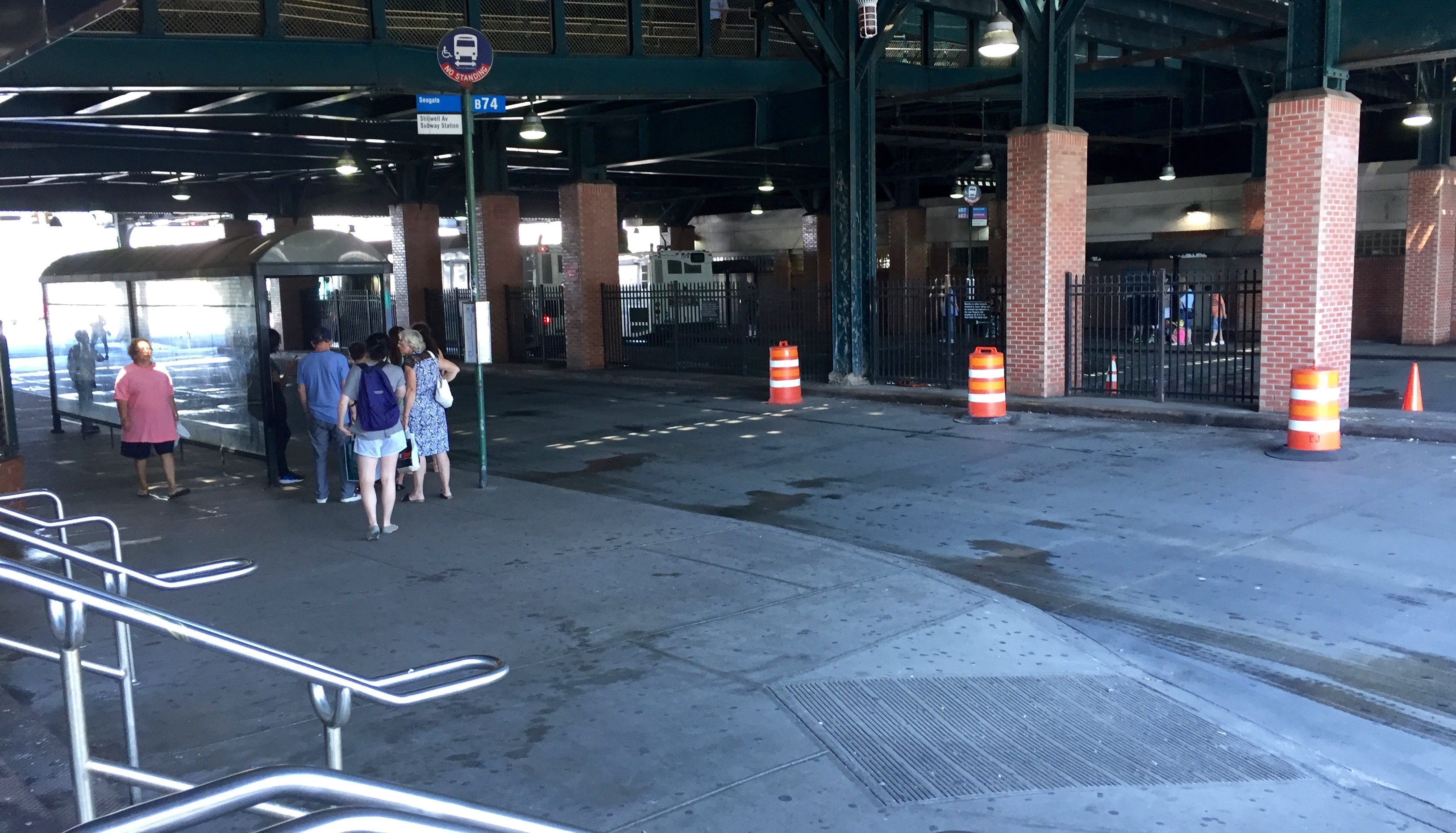
車站下方的巴士站

一系列巴士站位於地鐵總站下方的斯提威爾大道和人魚大道，同時是四條紐約市巴士路線的總站。巴士總站方便地鐵和巴士之間轉乘。另外，鄰近車站複合還有一條額外的巴士線。

### 地鐵巴士轉乘協調
為了減少轉乘B36和B82巴士以及Q線的等候時間和錯過連接的情況發生，紐約市公共運輸局開始對巴士司機打開黃燈以要求司機等待到站列車。燈號自2014年3月10日起開始運作，放置於衝浪大道和斯提威爾大道東北角，連同人魚大道巴士迴圈內。這個系統每日在深夜11時至翌日凌晨5時運作。

## 車站周邊

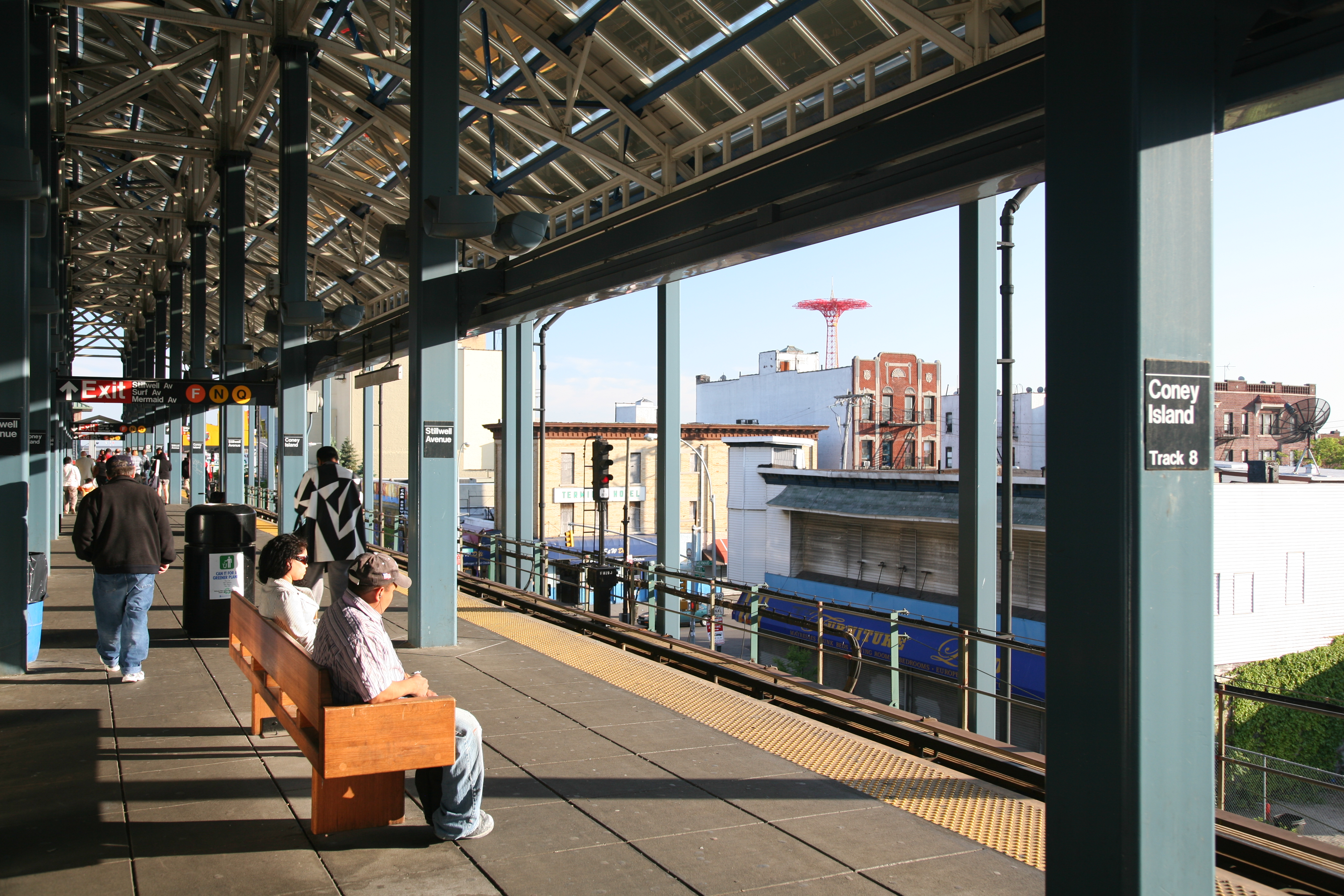
8號軌道月台，背景有跳傘 (遊樂設施)

車站距離康尼島遊樂區非常接近。其接近月亮公園（過去為天文樂園）遊樂園；月亮樂園的尖叫地帶，德諾的夢幻輪遊樂園；旋風雲霄飛車，雷閂；與取代舊障礙賽公園的遊樂區。其他鄰近的地標包括原初的拿丹著名商店和世界知名的里格爾曼浮橋。紐約水族館位於東面幾個街區，儘管鄰近的西八街-紐約水族館車站更接近水族館本身。
MCU公園，布魯克林旋風的主場，位於稍微西面。鄰近地區還有多樣混合的遊樂園設施如碰碰車、旋轉木馬以及滑冰場，尤其是沿衝浪大道。舊遊樂設施跳傘位於附近，並可以從車站看見。另外，季節性的康尼島人魚巡遊每年都在鄰近車站的每個夏天舉行。拿丹食熱狗比賽，每年7月4日舉行，也在車站附近，跨過衝浪大道、原初的拿丹著名商店舉行。

## 外部連結
- nycsubway.org—車站: 康尼島/斯提威爾大道
- Station Reporter — D線列車
- Station Reporter — F線列車
- Station Reporter — N線列車
- Station Reporter — Q線列車
- The Subway Nut — 康尼島-斯提威爾大道車站圖片 （页面存档备份，存于）
- MTA交通的藝術— 康尼島-斯提威爾大道 （页面存档备份，存于）
- Historic American Engineering Record (HAER) No. NY-325, "Stillwell Avenue Station, Intersection of Stillwell & Surf Avenues, Brooklyn, Kings County, NY", 53 photos, 40 data pages, 6 photo caption pages
- Google地圖街景衝浪大道入口
- Google地圖街景斯提威爾大道入口
- Google地圖街景人魚大道入口
- Google地圖街景月台 （页面存档备份，存于）